# ساسكي باسكونيا
ساسكي باسكونيا (بالإنجليزية: Saski Baskonia)‏ هو فريق كرة سلة إسباني تأسس في 1959 يقع في فيتوريا-غاستايز، منطقة إقليم الباسك. يلعب في ليغا أيه سي بي والدوري الأوروبي لكرة السلة.

## معرض صور

## وصلات خارجية
- الموقع%20الإلكتروني